# بلهاني عبد الرؤوف
بلهاني عبد الرؤوف لاعب كرة قدم  جزائري ،الجنسية الجزائرية. وهو حارس مرمى وفاق سطيف ..